# روفوس هاوند
روفوس هاوند (بالإنجليزية: Rufus Hound)‏ هو مذيع وممثل بريطاني، ولد في 6 مارس 1979 في المملكة المتحدة.

## وصلات خارجية
- روفوس هاوند على موقع IMDb (الإنجليزية)
- روفوس هاوند على موقع ألو سيني (الفرنسية)
- روفوس هاوند على موقع ميوزك برينز (الإنجليزية)
- روفوس هاوند على موقع أول موفي (الإنجليزية)
- روفوس هاوند على موقع قاعدة بيانات الفيلم (الإنجليزية)
- روفوس هاوند على موقع كينوبويسك (الروسية)